# Ya te olvidé
«Ya te olvidé» es el primer sencillo del álbum titulado Para Mí de la cantante mexicana Yuridia. Fue lanzado el lunes 31 de octubre del año 2011. La canción fue escrita por el cantautor mexicano Marco Antonio Solís y originalmente interpretada por la cantante española Rocío Dúrcal en 1988.
La canción también forma parte del primer álbum en vivo de la cantante, Primera fila: Yuridia. «Ya te olvidé» fue uno de los 17 temas incluidos.
En 2022, la cantante puertorriqueña Ivy Queen grabó la canción para el álbum Piano y Mujer  de Arthur Hanlon.

## Vídeo
El vídeo fue estrenado oficialmente el miércoles 7 de diciembre de 2011 en el canal oficial VEVO de Yuridia en Youtube. En el videoclip se ve a la intérprete a la vera de un pequeño lago, rodeado de árboles frondosos, la intérprete sale en el trascurso del vídeo con dos vestidos, primero con uno floreado y un segundo vestido de color blanco.
El 7 de noviembre de 2015, la cantante confirmó por su cuenta oficial de Twitter, que el vídeo llegaba a más de 108 millones de reproducciones. Actualmente este videoclip es el que más reproducciones tiene, superando los 506 millones de visualizaciones, sólo en la plataforma digital Youtube.

## Recepción
El sencillo llegó a vender más de 120 000 copias en todo México, certificándolo como doble disco de platino según AMPROFON.

## Versión de Ivy Queen
En el 2022, la cantante puertorriqueña Ivy Queen grabó la canción para el álbum Piano y Mujer de Arthur Hanlon. Interpretó la canción en los 2023 Premios Lo Nuestro junto a Goyo, Lupita Infante y Arthur Hanlon.

## Posición en listas
| Listas (2011-2012)            | Posición alcanzada |
| ----------------------------- | ------------------ |
| Mexico Airplay                | 10                 |
| Mexico Español Airplay        | 2                  |
| Monitor Latino                | 2                  |
| Hot Latin Songs (Billboard)   | 24                 |
| Latin Airplay (Billboard)     | 24                 |
| Latin Pop Airplay (Billboard) | 5                  |

## Certificaciones
| País   | Organismo certificador | Certificación | Ref.  |
| ------ | ---------------------- | ------------- | ----- |
| México | AMPROFON               | 2 x Platino   | [ 1 ] |